# Rubus lobophyllus
Rubus lobophyllus là loài thực vật có hoa trong họ Hoa hồng. Loài này được Y.K. Shih ex F.P. Metcalf miêu tả khoa học đầu tiên năm 1940.